# 信义乡 (渭南市)
信义乡是中国陕西省渭南市所辖的一鄉，渭河流經境内，面积41.77平方公里。

## 人口
辖下有17个行政村，45个自然村，91个村民小组。人口約2.6萬。

## 產物
耕地面积4.1万亩。農作物包括小麦、玉米、苹果、梨、桃、葡萄、冬枣等。